# Jean-Michel Saive
Jean-Michel Saive (Liège, 17 de novembro de 1969) é um mesa-tenista belga, campeão europeu em 1994 e vice-campeão mundial em 1993.